# 伍伦盼
伍伦盼，泰文转写为暖攀·兰三（1966年3月21日—），昵称Pang，泰国华裔，是泰国女企业家兼政治家，曾任泰国国家女子足球队经理、泰国立法院主席顾问、前泰国民主党党魁助理秘书、前曼谷市长秘书、前植物园组织董事、泰国残疾女运动员的经理人等要职。现为泰华财产保险公司董事长、泰国爱马仕总代理、泰港足球俱乐部主席、立陶宛驻泰国名誉领事、泰国男足国家队兼U23国足经理。祖籍广东梅县松口镇南下村。毕业于泰国朱拉隆功大学及美国波士顿大学。曾被誉为“朱大校花”、“泰国年度风云人物”。